# Rivière Savane (rivière Péribonka)
Pour les articles homonymes, voir Savane (homonymie).
La rivière Savane est un affluent de la rivière Péribonka, coulant dans le territoire non organisé de Mont-Valin, dans la municipalité régionale de comté (MRC) du Fjord-du-Saguenay, dans la région administrative de Saguenay–Lac-Saint-Jean, dans la province de Québec, au Canada. Cette rivière est située à la limite Ouest du territoire non organisé du Mont-Valin et dans la partie Nord de la MRC du Fjord-du-Saguenay.
La foresterie constitue la principale activité économique du secteur ; les activités récréotouristiques sont accessoires considérant l’éloignement géographique et le manque de routes d’accès.
La surface de la rivière Savane est habituellement gelée de la fin novembre au début avril, toutefois la circulation sécuritaire sur la glace se fait généralement de la mi-décembre à la fin mars.

## Géographie
Les principaux bassins versants voisins de la rivière Savane sont :
- côté Nord : rivière Péribonka Est, rivière Péribonka ;
- côté Est : rivière du Cran Cassé, rivière Lerole, lac Pambrun, rivière des Montagnes Blanches, lac Plétipi ;
- côté Sud : lac Courtois, rivière Courtois, rivière Péribonka ;
- côté Ouest : rivière Péribonka Est, rivière Péribonka, rivière Témiscamie, lac Indicateur[2].

La rivière Savane prend sa source à l’embouchure d’un petit lac non identifié (longueur : 0,4 km ; altitude : 769 m) en amont du lac Dutrisac dans le territoire non organisé de Mont-Valin du côté Sud-Est d’une montagne dont le sommet atteint 900 m. L’embouchure de ce lac est située à :
- 7,9 km à l’Ouest du cours de la rivière aux Outardes ;
- 11,1 km au Sud-Est du cours de la rivière Péribonka Est ;
- 17,4 km au Nord du lac aux Deux Décharges ;
- 124 km au Nord de l’embouchure de la rivière Savane (confluence avec la rivière Péribonka)[2],[3].

À partir de sa source, la rivière Savane coule sur 139,4 km sur un dénivelé de 313 m entièrement en zone forestière, selon les segments suivants :
Cours supérieur de la rivière Savane (segment de 13,8 m)
- 16,1 km vers le Sud, jusqu’à la décharge (venant du Nord-Est) de quelques lacs ;
- 11,2 km vers le Sud, jusqu’à la décharge (venant du Nord-Est) de quelques lacs ;
- 8,4 km vers le Sud, jusqu’à la décharge (venant du Nord-Est) de quelques lacs ;
- 14,0 km vers le Sud, notamment en traversant sur 1,1 km un lac non identifié (longueur : 1,1 km ; altitude : 630 km), jusqu’à l’embouchure. Note : ce lac reçoit la décharge (venant du Nord-Est) de quelques lacs ;
- 6,4 km vers le Sud-Est, en recueillant la décharge (venant du nord-Est) d’un ensemble de lacs, jusqu’à la confluence de la rivière du Cran Cassé (venant du Nord-Est) ;

Cours intermédiaire de la rivière Savane (segment de 45,3 m)
- 1,7 km vers le Sud-Est, en recueillant la décharge (venant du nord-Est) d’un ensemble de lacs, jusqu’à la confluence de la rivière Lerole (venant du Sud) ;
- 3,6 km vers le Sud-Ouest, en recueillant quelques décharges de lacs (venant du Nord-Ouest), jusqu’à un coude de rivière ;
- 2,7 km vers l’Ouest, en recueillant la décharge (venant du Nord) d’un ensemble de lacs, jusqu’à un coude de rivière correspondant à une autre décharge (venant du Nord) de lacs ;
- 13,5 km vers le Sud-Ouest, puis le Sud en formant un crochet vers le Sud-Est en fin de segment, jusqu’à la rivière Benoît (venant de l’Est) ;
- 23,8 km vers le Sud, en formant une courbe vers l’Ouest, jusqu’à la rivière à Michel (venant de l’Est) ;
- 5,4 km vers le Sud, en formant une courbe vers l’Ouest, puis courbant vers l’Ouest en fin de segment, jusqu’à la rivière Courtois (venant du Nord-Ouest) ;

Cours inférieur de la rivière Savane (segment de 38,0 m)
- 3,6 km vers le Sud-Est, jusqu’à la décharge (venant du Nord-Est) d’un ensemble de lacs ;
- 4,8 km vers le Sud-Est, en courbant vers le Sud, jusqu’à la décharge (venant du Nord-Ouest) d’un lac non identifié ;
- 8,0 km vers le Sud en recueillant la décharge (venant du Sud-Est) d’un lac non identifié, jusqu’à la décharge (venant de l’Est) de deux lacs non identifiés ;
- 5,6 km vers le Sud-Ouest en recueillant la décharge (venant du Sud-Est) d’un lac non identifié et en formant un crochet vers l’Ouest, jusqu’à la décharge (venant du Nord-Ouest) de quelques lacs ;
- 6,4 km vers le Sud-Est en recueillant la décharge (venant de l’Ouest) d’un lac non identifié, jusqu’à la décharge (venant du Nord-Est) de quelques lacs ;
- 9,6 km vers le Sud en formant une boucle vers l’Est dans une petite vallée, jusqu’à son embouchure[2].

La rivière Savane se déverse dans un coude de rivière sur la rive Est de la rivière Péribonka face à une île d’une longueur de 0,3 km. Cette embouchure est située :
- 1,7 km en aval de l’embouchure de la rivière de la Grande Loutre ;
- 28,5 km au Sud de l’embouchure du lac Saint-Briac (confluence avec la rivière Péribonka) ;
- 31,3 km au Sud-Est d’une baie de la rive Sud du lac Natipi ;
- 59,2 km au Sud d’une baie de la rive Sud du lac Courtois ;
- 39,5 km au Sud-Est de l’embouchure de la rivière Épervanche ;
- 17,1 km à l’Est du lac Palairet ;
- 39,1 km au Nord de l’embouchure du lac Onistagane lequel est traversé par la rivière Péribonka ;
- 139,1 km au Nord-Ouest de l’embouchure du lac Péribonka ;
- 270 km au Nord de l’embouchure de la rivière Péribonka (confluence avec le lac Saint-Jean)[2].

À partir de l’embouchure de la rivière Savane, le courant descend le cours de la rivière Péribonka sur 436,3 km vers le Sud, traverse le lac Saint-Jean sur 29,3 km vers l’Est, puis emprunte sur 155 km le cours de la rivière Saguenay vers l’Est jusqu'à la hauteur de Tadoussac où il conflue avec le fleuve Saint-Laurent.

## Toponymie
Le toponyme de « rivière Savane » a été officialisé le 5 décembre 1968 à la Banque des noms de lieux de la Commission de toponymie du Québec.